# David Feldman (philatélie)
Pour les articles homonymes, voir David Feldman et Feldman.
 (septembre 2013).
David Feldman (né vers 1947 en Irlande) est un philatéliste et un marchand de timbres-poste. Il est le fondateur et le dirigeant de David Feldman SA, maison de vente aux enchères qui a réalisé parmi les plus grosses ventes de pièces philatéliques d'exception depuis les années 1970.

## Biographie
Dès l'âge de 8 ans, au milieu des années 1950, David Feldman crée un système d'échange de timbres entre les écoliers des îles Britanniques.
En 1968, il est diplômé en management et philosophie. Il a continué son commerce philatélique et publié un catalogue philatélique irlandais, Handbook of Irish Philately. Cet ouvrage a imposé un système de numérotation et de classement de certains types de timbres d'Irlande, notamment pour les séries surchargées
De 1968 à 1973, il voyage fréquemment pour ses activités philatéliques (édition et ventes).
En 1973, il s'installe à Genève, en Suisse, et fonde une société anonyme qui devient l'une des principales maisons d'enchères philatéliques au monde.
En 1997, il est invité à signer le Roll of Distinguished Philatelists, récompense philatélique irlandaise remis par la Fédération des sociétés philatéliques d'Irlande.

## David Feldman SA
La société anonyme est créée par David Feldman en 1973 à Genève. Son siège actuel compte 2 000 m2 consacrés à son activité de vente, d'expertise et de conservation des pièces confiées par les vendeurs.
Elle est spécialisée dans la vente aux enchères d'objets philatéliques : timbres-poste rares, lettres aux particularités exceptionnelles, anciens ouvrages philatéliques non réédités depuis le XIXe siècle par exemple, jusqu'à des collections primées lors d'expositions philatéliques internationales. Elle organise également des ventes à prix nets de biens philatéliques.
La maison d'enchères a réalisé plusieurs records de montant de vente. Pour les timbres, le tre skilling jaune de Suède, variété connue en un seul exemplaire, a été vendue aux enchères par Feldman pour 977 500 francs suisses (CHF) en 1984 et à 2 875 000 CHF en 1996. Pour les plis, la vente de l'« enveloppe de Bordeaux » (la seule à porter les deux timbres de l'émission Post Office de l'île Maurice) a atteint les 6 123 750 CHF en novembre 1993.